# Ives Serneels
Ives Serneels est un joueur et entraîneur de football belge né le 16 octobre 1972 à Bonheiden dans la province d'Anvers (Belgique). 
Il réalise l'essentiel de sa carrière au Lierse SK, club avec lequel il est champion de Belgique et remporte la Coupe de Belgique et la Supercoupe de Belgique.
De 2011 à janvier 2025, il est le sélectionneur de l'Équipe de Belgique féminine.

## Palmarès

### Comme joueur
- Champion de Belgique en 1997
- Vainqueur de la Coupe de Belgique en 1999
- Vainqueur de la Supercoupe de Belgique en 1998

### Comme entraîneur
- Finaliste de la Coupe de Belgique féminine en 2011